# Pycreus megapotamicus
Pycreus megapotamicus là loài thực vật có hoa trong họ Cói. Loài này được (A.Dietr.) Nees miêu tả khoa học đầu tiên năm 1842.